# Sørbygdafeltet
Sørbygdafeltet este o localitate din comuna Stange, provincia Hedmark, Norvegia, cu o suprafață de 0,37 km² și o populație de 402 locuitori (2013).